# Paolo Hutter
Paolo Hutter (Torino, 3 luglio 1952) è un giornalista, politico e attivista italiano.

## Biografia
Da giovane a Torino entrò a far parte dei movimenti di contestazione del Sessantotto al liceo Gioberti di Torino, dove fece la maturità. Più avanti si trasferì a Milano, dove partecipò alle riunioni di Lotta Continua. Come apprendista giornalista andò in Cile a seguire la situazione poi degenerata in colpo di Stato, e venne arrestato dai militari: una storia raccontata nel film Santiago, Italia di Nanni Moretti. Lavorò poi a Radio Popolare di Milano dal 1976, facendo il corrispondente dall'Est Europa, fino al 1998.
Venne eletto consiglio comunale a Milano nel 1985 e poi confermato fino al 1997, come indipendente nelle liste del PCI, poi PDS, occupandosi in particolare di ambiente, trasporti, urbanistica. In particolare, il 27 giugno 1992, Hutter, omosessuale dichiarato, unì dieci coppie gay e lesbiche in piazza della Scala:
Nel settembre del 1999 viene nominato assessore all'ambiente "verde" a Torino durante la seconda giunta Castellani. Assessore per 19 mesi si distingue per le sue battaglie per le domeniche a piedi e la sostenibilità cittadina. Non confermato poi nell'incarico dal successivo sindaco Chiamparino, fonda e dirige dal 2002 il portale Eco dalle Città, notiziario web per l'ambiente urbano, che comprende edizioni di Milano, Torino, Roma, Napoli e Puglia.
Nel 2009 fonda l'omonima associazione senza fini di lucro Eco dalle Città, di cui è presidente. Con Guido Montanari e Giorgio Faraggiana dà quindi vita alla battaglia contro il grattacielo Intesa Sanpaolo con il nome di Non Grattiamo il Cielo di Torino. Con Eco dalle Città si realizzano pratiche ambientali, come le Sentinelle dei Rifiuti, o le Formichine SalvaCibo nelle scuole.

## Vita privata
Il 1º ottobre 2016 si è unito civilmente con il suo compagno Paolo Oddi, avvocato.